# CD-ROM
| QS-Informatik | Dieser Artikel wurde wegen inhaltlicher Mängel auf der Qualitätssicherungsseite der Redaktion Informatik eingetragen. Dies geschieht, um die Qualität der Artikel aus dem Themengebiet Informatik auf ein akzeptables Niveau zu bringen. Hilf mit, die inhaltlichen Mängel dieses Artikels zu beseitigen, und beteilige dich an der Diskussion! (+) Begründung: Überschneidung mit Artikel Compact Disc bzw. Inhalte, die eigentlich dort hin gehörten, sowie allgemein schlechte Qualität durch Widersprüche. Siehe auch Diskussion:Compact Disc#Lemma?. ‣Andreas•⚖ 14:37, 5. Nov. 2017 (CET) |

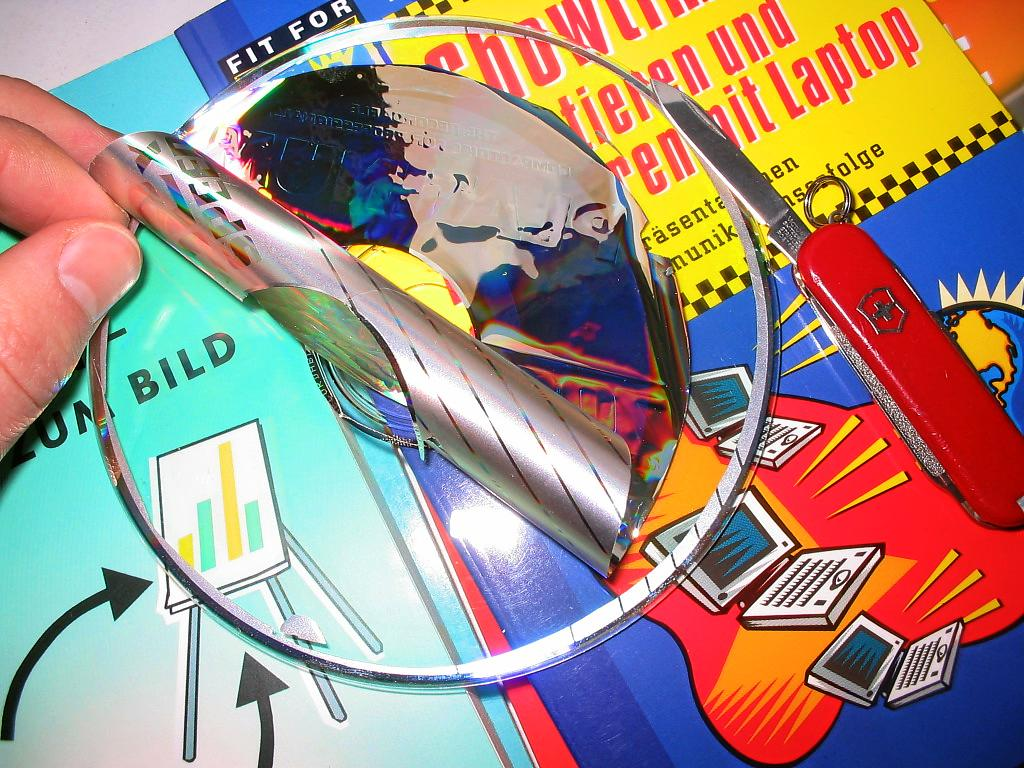
Rohling-Datenschicht

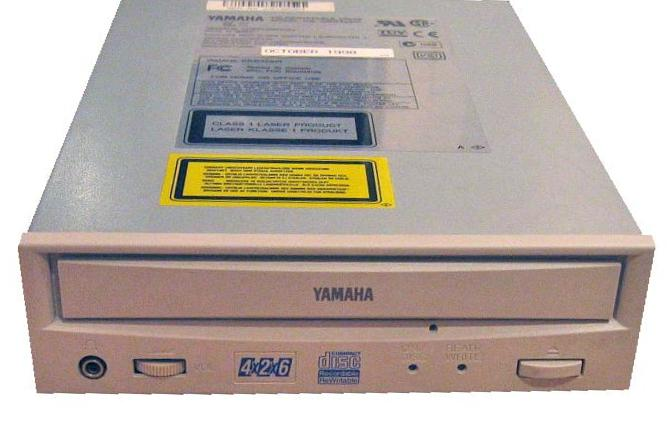
CD-Brenner

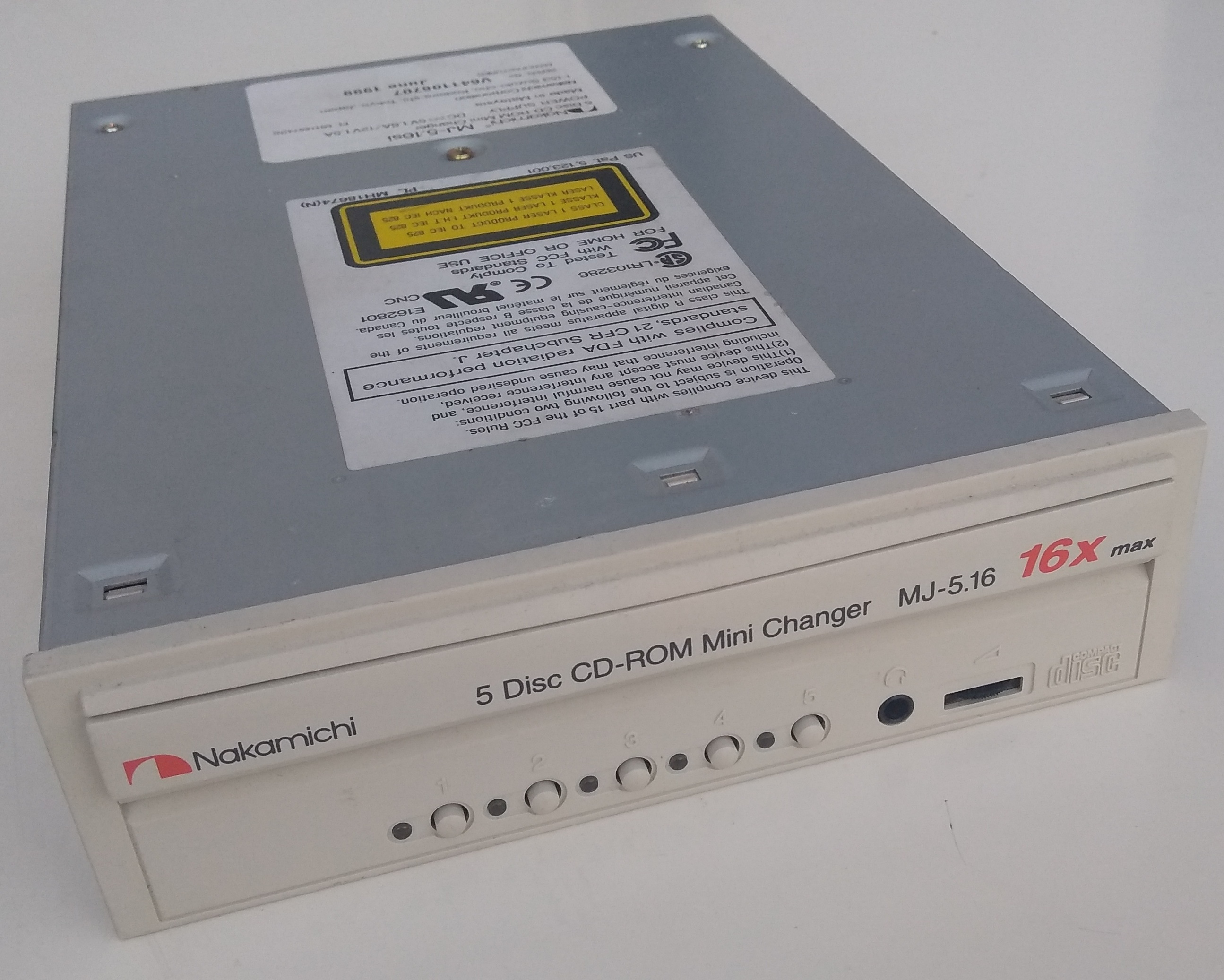
5-fach CD-Wechsler MJ-5.16 von Nakamichi

Compact Disc Read-Only Memory (CD-ROM) bezeichnet ein Permanentspeichermedium für digitale Daten. Sie ist nach der Compact Disc Digital Audio (Audio-CD) die zweite Anwendung der Compact Disc und wird etwa zum Verteilen von Software verwendet.
Die Speicherkapazität einer CD-ROM liegt bei 650 bzw. 700 MiB. Bei der Speicherung auf der CD-ROM entspricht diese Datenmenge etwa der Datenmenge von 74 bzw. 80 Minuten Musik auf einer Audio-CD. Beschreibbare CDs fassen sogar bis zu 879 MiB (100-Minuten-CDs); sie können aber nicht in allen CD-Brennern beschrieben und nicht in allen CD-Laufwerken gelesen werden. Je nach Art und Qualität des Rohlings sowie nach Brenner kann auch noch außerhalb des standardisierten Bereichs gebrannt werden („überbrennen“). Dies kann jedoch zu Fehlern oder Verlust der Daten in diesem Bereich führen.
Zur Formatierung der Daten auf einer CD-ROM können unterschiedliche Dateisysteme zum Einsatz kommen. CD-ROMs entsprechend der Norm ISO 9660 können von verschiedenen Computersystemen gelesen werden. Andere verbreitete Spezifikationen bieten erweiterte Möglichkeiten (zum Beispiel in Bezug auf die Länge von Dateinamen) und basieren auf dieser Norm; Beispiele sind die Dateisysteme Rockridge (UNIX) und Joliet (Windows) sowie die El-Torito-Spezifikation, um bootfähige CD-ROMs zu machen.
Die CD-ROM ist eines der in den „Bunten Büchern“ (Rainbow Books) spezifizierten CD-Formate, im Falle von CD-ROM im „Yellow Book“ (= Daten-CDs) und „Orange Book“ (= beschreibbare CD-Formate mit Multisession-Fähigkeit). Bei Einhaltung der dort beschriebenen Spezifikationen darf die CD-ROM das von Philips vergebene Compact Disc-Logo tragen. Daneben existieren spezielle Formate wie CD-ROM XA (XA steht hierbei für eXtended Architecture), CD-Extra, CD-i usw. Bei der Herstellung von CD-ROMs und deren Derivaten sind Patente von Philips und Sony zu beachten.

## Aufbau des Datenträgers
Als Trägermedium verwendet man hier nur eine Kunststoffscheibe (aus Polycarbonat) mit einem Durchmesser von 12 cm und einer Stärke von 1,2 mm. Auf dieser Scheibe befindet sich, analog zur Schallplatte, eine spiralförmig verlaufende Datenspur. Die Informationsträger sind auch hier kleine Vertiefungen, die sogenannten „Pits“ und „Lands“, welche im Maßstab gegenüber der Schallplatte jedoch um ein Vielfaches verkleinert wurden, unterschiedlich lang sind und so konzipiert wurden, dass sie mit Hilfe eines Laserstrahls ausgelesen werden können. Der Wechsel von „Pit/Land“ bzw. „Land/Pit“ bildet eine 1, gleich bleibende Struktur „Land/Land“ oder „Pit/Pit“ eine 0. Da die „Pits“ und „Lands“ bei aufeinanderfolgenden Einsen zu kurz würden, muss dieser Fall ausgeschlossen werden. Daher ist eine Umkodierung notwendig, welche mit der 8-zu-14-Modulation realisiert wird. (Mit weiteren drei Merge-Channelbits getrennt ergeben sich 17 Kanalbits für ein Datenbyte.) Die „Tonspur“ (Datenspur) verläuft hier von innen nach außen. Am Anfang der Datenspur ist ein Inhaltsverzeichnis gespeichert. Bei Musik-CDs gibt dieses Inhaltsverzeichnis die Anzahl der Musiktitel, die Einspieldauer und die Gesamtspieldauer an. Bei Daten-CDs sind dort nicht die Positionen der Dateien und Verzeichnisse gespeichert, sondern nur die Positionen der Tracks, welche ihrerseits normalerweise ein Dateisystem (mit Positionen der Dateien und Verzeichnisse) enthalten. (Siehe auch Dateisystem oder CDFS.)
Die Drehzahl wird abhängig von der Stellung des Abtastsystems auf der spiralförmigen Spur reguliert, um eine gleich bleibende Datenabtastung zu gewährleisten. So wird bei 1-facher Lesegeschwindigkeit vom Abtastsystem innen die Drehzahl etwa auf 520/min und außen etwa auf 210/min eingestellt. Dabei werden Nutzdaten mit einer Geschwindigkeit von etwa 153,6 kB/s (CD-ROM Mode 1) bis 176,4 kB/s (Audio-CD) ausgelesen. Bei der maximalen 72-fachen Lesegeschwindigkeit ist eine Datenrate von bis zu 11,06 MB/s möglich. Dazu kommen noch Zusatzinformationen für Fehlerkorrektur, Codierung und Synchronisation.

## Lebensdauer
Wie lange eine CD lesbar bleibt, hängt von vielen Faktoren ab. Das sind die Lagerbedingungen (Licht, Temperatur, Luftfeuchtigkeit), das verwendete Material für die Reflexionsschicht (Aluminium, Silber oder Gold) und die Disk selbst (Polykarbonat, bei manchen Disks auch Glas). Weiterhin spielt die Schutzlackierung sowie Beschriftungen der CD eine Rolle, ungeeignete Lacke, Farben oder Beschriftungen (Permanent Marker, Kugelschreiber) können die Reflexionsschicht von CDs nach kurzer Zeit (wenige Monate bis wenige Jahre) ruinieren.
Die meisten CDs aus den 1980er und 1990er Jahren sind bei nicht zu ungünstiger Lagerung heutzutage noch problemlos lesbar. Als optimale Lagerbedingungen werden in verschiedenen Quellen mit −10 °C bis +23 °C bei 20 % bis 50 % RH sehr unterschiedliche Werte angegeben, allerdings häufig mit sehr geringen zeitlichen Änderungen (bis hinab zu 0,6 K/24 h bzw. 5 % RH/24 h). Licht soll im Allgemeinen vermieden werden, gleiches gilt für mechanische Belastungen und Kratzer. Für die Aufbewahrung werden Jewel Cases empfohlen.
Für Langzeit-Speicherung war in den 1980er Jahren eine Century-CD vorgesehen, als Trägermaterial war Glas und als Beschichtung Gold vorgesehen. Die garantierte Haltbarkeit sollte mindestens 100 Jahre betragen bei einer wahrscheinlichen Haltbarkeit von mehr als 1000 Jahren. Heutzutage ist über diese Idee so gut wie nichts mehr zu finden.
Allerdings spielt auch die Produktqualität eine große Rolle, so können schlecht produzierte CDs durchaus nach einigen Jahren Leseprobleme aufweisen.
Für Langzeitspeicherung sind nach heutigem Erkenntnisstand DVDs besser geeignet, da die Informationsschicht im Inneren der DVD besser geschützt ist.
Neben dem Medium selbst spielt für spätere Generationen auch die Verfügbarkeit von Lesegeräten, die Interpretierbarkeit des Datensystems sowie die Interpretierbarkeit der Daten eine extrem große Rolle.

## Herstellung
Eine CD-ROM besteht aus einem Kunststoffträgermaterial mit Aluminiumbeschichtung. Die digitale Information wird auf einer spiralförmigen Spur aufgebracht. Es werden stellenweise Vertiefungen in die Beschichtung gepresst, sogenannte Pits (engl. pit = Grube). Diese reflektieren etwas früher als die unbeschädigten reflektierenden Stellen, die Land genannt werden, da die CD-ROM von der Oberseite gepresst werden und von der Unterseite gelesen werden. Somit sind die Pits von der Leseseite nicht als Vertiefungen sichtbar, sondern als Hügel. Die Übergänge von Land zu Pit, und umgekehrt, reflektieren das Licht nicht. Beim Lesen tastet ein schwacher Laserstrahl die gespeicherte Information ab.
Die industrielle Herstellung einer CD-ROM beginnt mit dem Premastering. Dabei werden die auf einer CD-ROM zu speichernden Daten zusammengestellt, der dazugehörige Fehlererkennungscode (EDC/Fehlerkorrektur) wird berechnet.
Der Fehlererkennungscode dient zum Beseitigen von Fehlern beim Lesen einer CD-ROM durch ein spezielles Korrekturverfahren (Cross-interleaved Reed-Solomon Code, CIRC).
Beim Premastering werden den eigentlichen Nutzdaten auch noch Synchronisationsbytes und Header-Informationen vorangestellt.
Beim nächsten Produktionsschritt, dem Mastering, werden mit Hilfe eines starken Laserstrahles die Daten vom Premastering auf eine photoresistente Schicht übertragen, ausgewaschen und versilbert.
Das Negativ einer CD-ROM, ein sogenannter Glasmaster, entsteht.
In den meisten Fällen wird der Glasmaster vor der CD-ROM-Herstellung mit Nickel galvanisiert, der so genannte „Vater“ entsteht.
Die eigentliche CD-ROM-Herstellung (Pressung) erfolgt in einem Spritzgussverfahren (genau: Spritzprägen).
Das Ausgangsmaterial, flüssiges Polycarbonat, wird mit Hilfe des Masters in eine Form gepresst, anschließend mit Aluminium beschichtet und versiegelt.
Meist wird noch ein CD-Label im Siebdruckverfahren auf die Oberseite der CD-ROM aufgetragen.

## Normen und Standards
- ISO/IEC 10149, und der identische Standard ECMA-130.
- Eine Datenmenge von maximal 359849 Extents (je 2048 Bytes) bzw. 79:59,74 Minuten bleibt gerade noch innerhalb der maximal zulässigen Toleranzwerte für die CD-Norm.

## Spezielle Arten und Formate
Verschiedene Arten von Medien:
- CD-ROM (Compact Disc Read-Only Memory) – die industriell hergestellte, also „gepresste“ und unzählig vervielfältigte, klassische Compact Disc
- CD-R (Compact Disc Recordable) – einmal beschreibbare CD
- CD-RW (Compact Disc ReWritable) – mehrfach lösch- und wiederbeschreibbare CD
- DVD (Digital Versatile Disc) – Nachfolger der CD mit vielfacher Speicherkapazität
- HD-ROM (High-Density-ROM) ist eine Weiterentwicklung der CD-ROM von Norsam Technologies und IBM.

Verschiedene Formate und Dateisysteme respektive mögliche Inhalte auf den genannten Medien:
- CD-DA (Compact Disc Digital-Audio) – klassische Audio-CD
- CD-i (Compact Disc Interactive) – inzwischen veraltetes Multimedia-Format
- MiniDVD – Standard-CD, die mit DVD-konformen Daten beschrieben wurde
- GD-ROM – Giga Disc Read Only Memory Diese CD besteht aus zwei Datenbereichen und einem Trennbereich.
- CD-MRW (Compact Disc Mount Rainier Read/Write) – Verwendung von Standard-CD-R(W)-Medien zum Beschreiben in MRW-fähigen Laufwerken
- ISO 9660 – bei der CD-ROM übliches Dateisystem
- UDF (Universal Disk Format) – plattformunabhängiges Dateisystem für optische Medien, welches ISO 9660 ergänzt oder ersetzt

## Multimedia-Computerspiele

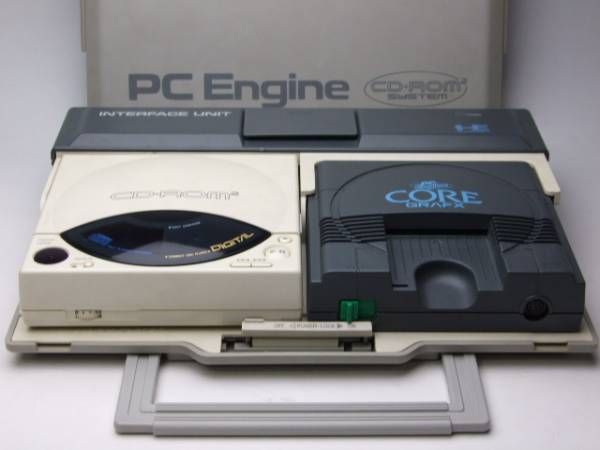
NEC CD-ROM² angeschlossen an eine PC-Engine CoreGrafx

1991 erschienen die ersten Multimedia-Computerspiele auf CD-ROM, zuvor wurden mehrere Disketten für ein Spiel benötigt. Das erste derartige Spiel für den PC war Sherlock Holmes: Consulting Detective. Die ersten Spielkonsolen mit CD-ROM-Laufwerk waren FM Towns Marty von Fujitsu (1991, eingebautes Laufwerk) und die PC Engine (ab 1988, jedoch externes Gerät). Frühe Spiele waren oft identisch mit den Diskettenversionen oder hatten zusätzlich erweiterte Zwischensequenzen und Musik, die während des Spiels direkt von der CD abgespielt wurde.

## Multimedia-CD-ROM
Seit Mitte der 1990er Jahre kamen mit der Verbreitung von CD-ROM-Laufwerken in PCs eine Fülle von Lexika und anderen Bildungs-, Unterhaltungs- und Edutainment-Medien unter dem Schlagwort Multimedia auf den Markt, häufig mit der Software Director von Macromedia erstellt, seltener auch auf der Basis von HTML. Es verbreiteten sich nun auch Anwendungen der CD-ROM als Ausstellungs- und Museumsmedium: Vielfach wurden nun sog. Info-Terminals mit eigens dafür produzierten CD-ROMs bestückt, um Besuchern Informationen multimedial zu vermitteln. Die interaktive Multimedia-CD-ROM galt noch Anfang der 2000er als technisch und konzeptionell aktuellstes Medium, bis sie dann schließlich einerseits von der DVD-ROM und dem USB-Stick mit mehr Kapazität, und andererseits vom zunehmend multimedialen und schnelleren World Wide Web abgelöst wurde. Sie trat danach eher in Billigsegmenten und speziellen Nischen auf, in denen sie bis heute existiert: So werden z. B. etwa einige jährlich aktualisierte, professionelle Datenbanken weiterhin exklusiv auf CD-ROM vertrieben. Häufig werden auch Printmedien von einer CD-ROM mit weiteren Daten begleitet. Die Kopierbarkeit digitaler Daten ist ein Problem bei der Vermarktung – digitale Abbilder von CD-ROMs können wie alle anderen Daten kopiert und verbreitet werden, virtuelle CD-ROM-Laufwerke gaukeln dem Rechner dann physisch vorhandene CD-ROMs vor.

## Sonstiges

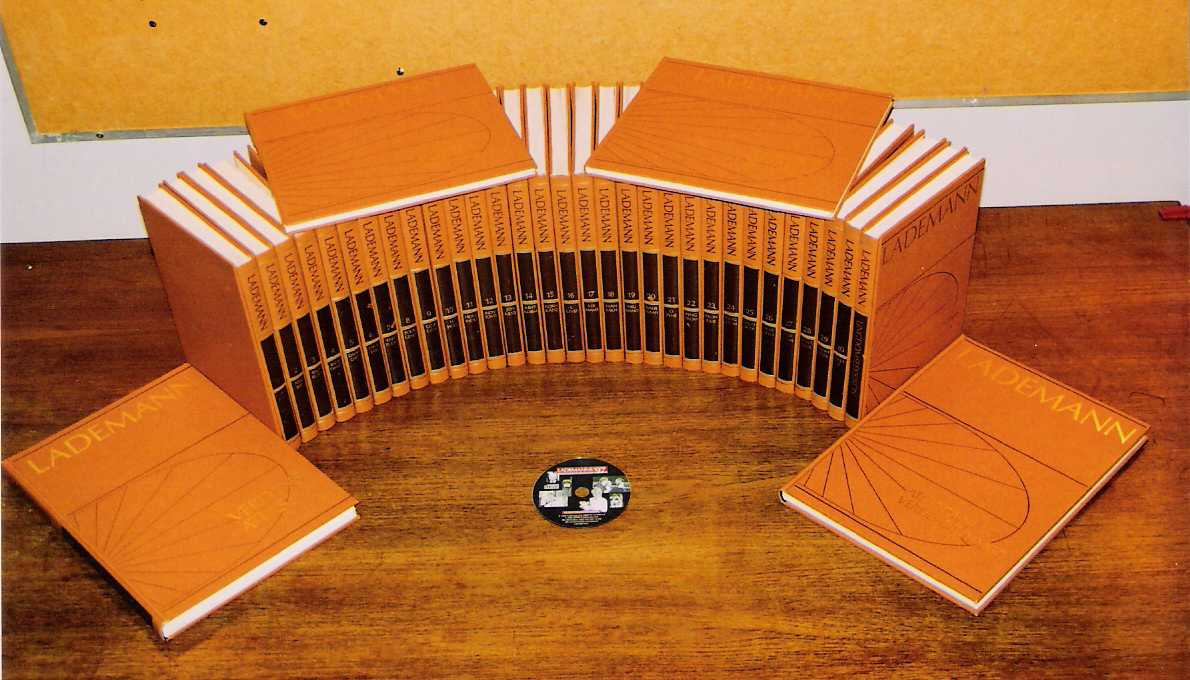
Die CD-ROM kann leicht die ganzen Texte und Bilder eines Lexikons oder Atlanten enthalten – und auch Audio- und Video-Streams

Ursprünglich sollte die Kapazität nach Planung der Erfinder 60 Minuten Musik betragen und somit einen Durchmesser von genau 10 Zentimetern haben, die CD-ROM könnte somit in die Brusttasche eines Hemdes gesteckt werden. Die willkürlich erscheinenden 74 Minuten entstanden aber nicht, weil der Chef des Entwicklungsunternehmens gerne die 9. Sinfonie von Ludwig van Beethoven hörte, die 74 Minuten lang ist, und deshalb nicht auf einer Audio-CD Platz gefunden hätte. Vielmehr wurde der für die Spieldauer entscheidende CD-Durchmesser durch die Philips-Führung folgendermaßen begründet: Die Compact Cassette war ein großer Erfolg, die CD sollte nicht viel größer sein. Die Kompaktkassette hatte eine Diagonale von 11,5 cm, die Ingenieure machten die CD 0,5 cm größer.
Das Loch in der Mitte der CD-ROM hat seinen Ursprung in der Größe einer alten niederländischen 10-Cent-Münze. Diese hatten die Entwickler von Philips ständig in ihrem Geldbeutel. Die Größe des Durchmessers dieser Münze schien für die Anwendung ideal zu sein.